# Horisme aquata
Horisme aquata là một loài bướm đêm trong họ Geometridae.